# Fisktjärnen (Åsarne socken, Jämtland)
Fisktjärnen är en sjö i Bergs kommun i Jämtland och ingår i Ljungans huvudavrinningsområde. Sjön har en area på 0,0958 kvadratkilometer och ligger 597,6 meter över havet. Sjön avvattnas av vattendraget Vävelsjöån.

## Delavrinningsområde
Fisktjärnen ingår i det delavrinningsområde (697259-138440) som SMHI kallar för Utloppet av Stor-Vävelssjön. Medelhöjden är 617 meter över havet och ytan är 9,56 kvadratkilometer. Det finns inga avrinningsområden uppströms utan avrinningsområdet är högsta punkten. Vävelsjöån som avvattnar avrinningsområdet har biflödesordning 2, vilket innebär att vattnet flödar genom totalt 2 vattendrag innan det når havet efter 289 kilometer. Avrinningsområdet består mestadels av skog (81 procent). Avrinningsområdet har 1,31 kvadratkilometer vattenytor vilket ger det en sjöprocent på 13,7 procent.